# Bolesław Chrobry (powieść)
Bolesław Chrobry – dzieło życia polskiego pisarza Antoniego Gołubiewa. Czteroczęściowy cykl pisany w latach 1947–1974 opowiada o życiu i przemianach w zwyczajach i sposobie widzenia świata społeczności, z której wyrósł po wiekach naród polski. Portretuje wszystkie warstwy społeczne – od pospolitego raba, po księcia Bolesława czy cesarza Ottona III. Głównym czynnikiem modelującym te zmiany jest w tej powieści religia chrześcijańska.
Pisarz tworzył swoje dzieło przez wiele lat, wielokrotnie zmieniając i poprawiając gotowe już tomy, a nierzadko dopisując nowe fragmenty. Powieść ta jest nieukończona. Autor wielokrotnie skarżył się na nadmierne rozrośnięcie się materiału, na nieumiejętność opanowania go. Całość zamyka się niewielkim w rozmiarach tomem Wnuk, który w wydaniu z 1981 roku wszedł w skład tomu Rozdroża.
Bolesław Chrobry zdobył ogromną popularność po zakończeniu II wojny światowej, prawdopodobnie na fali rewanżyzmu powojennego. Z czasem jednak tracił na popularności, czego świadectwem są daty kolejnych wydań utworu.
Wydania Bolesława Chrobrego:
- 1947 – tomy: Puszcza i Szło Nowe,
- 1948 – tomy: Puszcza i Szło Nowe,
- 1950 – tom: Złe dni,
- 1952 – tomy: Puszcza, Szło Nowe i Złe dni,
- 1954 – tomy: Puszcza, Szło Nowe, Złe dni i Rozdroża,
- 1956 – całość,
- 1970 – tomy: Puszcza i Szło Nowe,
- 1971 – tomy: Złe dni i Rozdroża,
- 1974 – tomy: Puszcza, Szło Nowe i Wnuk,
- 1980 – tomy: Puszcza i Szło Nowe,
- 1981 – tomy: Złe dni i Rozdroża (z włączonym Wnukiem w skład Rozdroży),
- 1986 – całość,
- 2000 – całość.

## Konstrukcja i treść utworu
Bolesław Chrobry składa się z czterech tomów oddzielnie zatytułowanych, z których dwa ostatnie, wedle terminologii zaproponowanej przez A. Chomiuk składają się z dwóch woluminów każdy:
- Puszcza – to pierwsza, jednotomowa część Bolesława Chrobrego. Akcja rozpoczyna się na puszczańskiej polanie Śliźniów i powoli przenosi się w kierunku centrum ówczesnej państwowości polskiej – Gniezna. Czytelnik poznaje tu głównych bohaterów powieści: szeroko rozrośnięty ród Śliźniów, księcia Bolesława, księcia Mieszka, Stojgniewa, Przemka, Odę Dytrykównę, Przybywoja i wielu innych. Autor wykazał tu wielki talent w przestawianiu zakulisowych rozgrywek politycznych podczas zdobywania władzy przez Bolesława i wypędzania Ody z jej synami z księstwa. Stopniowe „wychodzenie z puszczy” symbolizuje przekraczanie przez ówczesne plemiona polskie zaściankowości świata barbarzyńskiego.
- Szło Nowe – to druga jednotomowa część Bolesława Chrobrego. W nim miejsce znalazły wydarzenia zaliczane przez historyków do najchlubniejszych kart w początkach polskiej państwowości. Czytelnik ma zatem tutaj bogato i ciekawie zaprezentowaną historię biskupa Wojciecha, jego działalność, rozterki i męczeńską śmierć; także dzieje zjazdu gnieźnieńskiego i historię Bugaja, który odegra znaczną rolę w dalszym ciągu powieści. Tytuł tomu mówi o wejściu księstwa Bolesława w krąg państw europejskich. „Nowe” symbolizuje tutaj zarówno nowy obyczaj i religię, jak i nowy zakręt w dziejach narodu.
- Złe dni – to trzecia dwutomowa część Bolesława Chrobrego. Znalazła w nim miejsce artystyczna wizja rywalizacji między księciem Bolesławem a nowym cesarzem – Henrykiem II, zajęcie Pragi czeskiej i późniejsza wojna z cesarzem, zakończona dopiero pokojem w Budziszynie (co nie znalazło już odzwierciedlenia w powieści). Również tutaj wspomniany wcześniej Bugaj – włodarz księcia, stał się sprawcą mordu na pięciu braciach męczennikach.
- Rozdroża – to ostatnia dwutomowa część Bolesława Chrobrego. Treścią tego tomu są indywidualne przeżycia poszczególnych bohaterów epopei, szczególnie: Latorosłki, Kłąba, Stojgniewa i Dzierbołka. Tom kończy się niezanotowaną w kronikach historycznych wielką pącią pokutną do grobów pięciu braci męczenników i sądem nad Bugajem. Zamyka on cykl, zaś od wydania w 1980-1981 roku dołączono do niego króciutki tomik rekapitulujący niektóre wątki, pt. Wnuk.

## Krytyka
O powieści Antoniego Gołubiewa powstała monografia pióra Aleksandry Chomiuk, Antoniego Gołubiewa powieść o Bolesławie Chrobrym, Lublin 1998.